# Плаво-бела грнчарија
Плаво - бела грнчарија (кин: 青花瓷) обухвата широк спектар беле керамике и порцелана украшеног испод глазуре плавим пигментом, углавном кобалт оксидом. Декорација се обично наносила ручно, првобитно фарбањем четкицом, а данас шаблонирањем или трансфер штампом, мада су коришћене и друге методе наношења. Кобалтни пигмент је један од ретких који може да издржи највише температуре печења које су потребне, посебно за порцелан, што делимично објашњава његову дуготрајну популарност. Историјски гледано, многе друге боје су захтевале декорацију преко глазуре, а затим друго печење на нижој температури да би се то фиксирало.
Сматра се да порекло плавих глазура лежи у Ираку, када су мајстори у Басри настојали да имитирају увезено бело кинеско камено посуђе са сопственом белом керамиком глазираном калајем и додатим декоративним мотивима у плавим глазурама. Такви комади из абасидског доба пронађени су у данашњем Ираку и датирају из 9. века нове ере, деценијама након отварања директног морског пута од Ирака до Кине.
У Кини је усавршен и најчешће коришћен стил декорације заснован на вијугавим биљним облицима који се шире по предмету. Плава и бела декорација први пут се широко користила у кинеском порцелану у 14. веку, након што је кобалтни пигмент за плаву боју почео да се увози из Персије. Широко се извозио и инспирисао је имитативне производе у исламској керамици, и у Јапану и каснијем европском посуђу глазираном калајем, попут делфтске керамике, а након што су технике откривене у 18. веку, и у европском порцелану. Плава и бела грнчарија у свим овим традицијама се и даље производи, већином копирајући раније стилове.

## Порекло и развој
Плаве глазуре су први развили древни Месопотамци како би имитирали лапис лазули, који је био веома цењен камен. Касније је кобалтно плава глазура постала популарна у исламској грнчарији током Абасидског калифата, када се кобалт копао у близини Кашана, Омана и северног Хиџаза.

### Танг и Сунг плаво-бела роба
Прва кинеска плаво-бела роба произведена је још у седмом веку у провинцији Хенан, у Кини, током династије Танг, иако су откривени само остаци. Плаво-бела роба из периода Танг је ређа од плаво-беле робе из периода династије Сунг и била је непозната пре 1985. године. Танг комади, међутим, нису од порцелана, већ од глине са зеленкасто-белим премазом, уз кобалтно плаве пигменте. Једина три комплетна комада „Танг плаво-беле“ фигурице на свету су пронађена у олупини индонежанског брода Белитунг 1998. године и касније продата Сингапуру. 
Текстуални и археолошки докази указују на то да је плаво-бело посуђе можда произведено током династије Сунг, иако идентификација плаво-белих комада из династије Сунг остаје предмет неслагања међу стручњацима.

### Развој у 14. веку
Почетком 20. века, развој класичног плаво-белог порцелана Ђингдеџен датира се у рани период династије Минг, али сада се сматра да је ово посуђе почело да се производи око 1300–1320. године и да је у потпуности развијено до средине века, што показују Давидове вазе из 1351. године, које су темељи ове хронологије. И даље постоје они који тврде да су рани делови погрешно датирани и да заправо потичу из Јужне Сунг династије, али већина научника и даље одбацује овај став.
Почетком 14. века, масовна производња финог, провидног, плаво-белог порцелана почела је у Ђингдеџену, понекад називаном престоницом порцелана у Кини. Овај развој је био последица комбинације кинеских техника и исламске трговине. Ново посуђе је омогућено извозом кобалта из Персије (званог Huihui qing, 回回青, „исламска плава“ или „муслиманска плава“), комбинована са провидном белом бојом кинеског порцелана, добијеног од каолинита. Кобалт је био толико цењен да су произвођачи у Ђингдеџену сматрали кобалт драгоценом робом са око двоструко већом вредношћу од злата. Мотиви такође црпу инспирацију из исламских декорација. Велики део ове плаво-беле робе је затим транспортован на тржишта југозападне Азије преко муслиманских трговаца са седиштем у Гуангџоу.
Кинески плаво-бели порцелан је једном печен: након што би се порцелански део осушио, украсио рафинисаним кобалтно-плавим пигментом помешаним са водом и нанео четком, прекривао би се провидном глазуром и пекао на високој температури. Од 16. века почели су да се развијају локални извори кобалт плаве боје, иако је персијски кобалт остао најскупљи. Производња плаво-беле робе настављена је у Ђингдеџену до данас. Плави и бели порцелан произведен у Ђингдеџену вероватно је достигао врхунац своје техничке изврсности током владавине цара Кангсија из династије Ћинг (владао 1661–1722).

## Еволуција кинеске плаво-беле керамике

### 14. век
Прави развој кинеске плаво-беле керамике почео је у првој половини 14. века, када је она прогресивно заменила вековну традицију (обично) необојеног плавкасто-белог јужнокинеског порцелана, или Ћингбаја, као и Динг керамике са севера. Најбоља, и убрзо главна производња била је у порцелану Ђингдеџен из провинције Ђангси. 

Плаво-бела керамика је такође почела да се појављује у Јапану, где је била позната као sometsuke. Разни облици и декорације били су под великим утицајем Кине, али су касније развили сопствене облике и стилове.
- Рана плава и бела керамика, прва половина 14. века, Ђингдеџен
- Плаво-бела ваза из династије Јуан (1271–1368), Ђингдеџен, откривена у провинцији Ђангси
- Плаво-бели тањир, Ђингдеџен, династија Јуан (1271–1368)
- Плаво-бела чинија, Ђингдеџен, династија Јуан (1271–1368)
- Ваза, пре 1330. године
- Давидове вазе, 1351.

### 15. век
Доласком династије Минг 1368. године, плаво-бело посуђе је неко време било избегавано од стране двора, посебно у доба царева Хунг-ву и Јонгле, као превише страно по инспирацији. Плаво-бело посуђе није одговарало кинеском укусу у то време; дело из раног доба Минга, Gegu Yaolun (格古要論), заправо је описало плаво, као и вишебојно посуђе као „превише вулгарно“. Међутим, плави и бели порцелан је вратио популарност у 15. веку са царем Сјуандеом и од тада се поново развијао.

У овом веку је направљен низ експеримената комбинујући подглазурну плаву и друге боје, како подглазурне тако и прекоглазурне емајле. У почетку су најчешће биле бакарне и гвоздене црвене боје, али их је било много теже поуздано пећи од кобалт плаве и производиле су се са веома високом стопом погрешно печених производа, где је сива замењивала предвиђену црвену. Такви експерименти су се наставили током наредних векова.
- Плаво-бела чинија, Ђингдеџен, Минг, Јонгле (1403–1424)
- Плава и бела посуда, Ђингдеџен, Минг, Јонгле (1403–1424)
- Плаво-бела ваза, Ђингдеџен, Минг, Јонгле (1403–1424)
- Плаво и бело, Минг, Сјуанде (1426–1435)

### 16. век
Део плаво-беле робе из 16. века карактерисали су исламски утицаји, као што је роба под царем Џенгдеом (1506–1521), која је понекад носила персијско и арапско писмо, због утицаја муслиманских евнуха који су служили на његовом двору.

До краја века развила се велика кинеска извозна трговина порцеланом са Европом, а развио се и такозвани стил Краак керамике. По кинеским стандардима, ово је био прилично нискоквалитетан, али упадљив стил, обично у плавој и белој боји, који је постао веома популаран у Европи и може се видети на многим сликама златног доба холандског сликарства у наредном веку; убрзо је широко имитирао локално.
- Плаво-бела тегла са персијским знаковима, Минг, Џенгде (1506–1521)
- Плаво-бела порцеланска кутија, са арапским и персијским натписима, Џенгде (1506–1521)
- Лавор за умивање са речју Тахарат (чистоћа) у арапској калиграфији Тулут, Минг, Џенгде (1506–1521)
- Плаво-бела ваза, Минг, Ванли (1573–1620)
- Плаво-бела ваза, Минг, Ванли (1573–1620)
- Извозни порцелан династије Минг истакнут у музеју у Лисабону, Португалија

### 17. век
Током 17. века, бројни плаво-бели комади су направљени као кинески извозни порцелан за европска тржишта. Прелазни стил порцелана, углавном у плавој и белој боји, знатно је проширио распон коришћених слика, преузимајући сцене из књижевности, групе фигура и пејзаже, често позајмљујући из кинеског сликарства и илустрација књига штампаних дрветом. Европски симболи и сцене су коегзистирали са кинеским сценама за ове предмете. Током 1640-их, побуне у Кини и ратови између династије Минг и Манџураца оштетили су многе пећи, а између 1656. и 1684. године нова влада династије Ћинг зауставила је трговину затварањем својих лука. Кинески извоз је скоро престао и били су потребни други извори да би се задовољила континуирана евроазијска потражња за плавом и белом керамиком. У Јапану, кинеске грнчарске избеглице су успеле да уведу рафинисане технике и глазуре у пећима града Арита.

Од 1658. године, холандска источноиндијска компанија је тражила од Јапана плаво-бели порцелан за продају у Европи. У почетку, пећи Арите, попут пећи Какиемон, нису могле да снабдевају са довољно квалитетног порцелана холандску Источноиндијску компанију, али су брзо прошириле свој капацитет. Од 1659. до 1740. године, пећи Арите су могле да извозе огромне количине порцелана у Европу и Азију. Постепено су се кинеске пећи опорављале, и око 1740. године први период јапанског извоза порцелана је готово престао. Од око 1640. године, холандска делфтска керамика је такође постала конкурент, користећи стилове који отворено имитирају источноазијску декорацију.
- Посуда од Краак керамике Ђингдеџен типичног облика. Пречник: 47,3 цм.
- Порцеланска посуда за четкице са епизодом из приче о Сима Гуангу, прелазни период из Минг у Ћинг династију
- Плави и бели извозни порцелан, династија Ћинг,  Кангси (1690–1700)
- Извозна порцеланска ваза са европском сценом, династија Ћинг, Кангси (1690–1700)
- Делфтска боца, око 1675, керамика глазирана калајем

### 18. век
У 18. веку, извозни порцелан је настављен да се производи за европска тржишта. Делимично као резултат рада Франсоа Ксавијеа д'Антрекола, раног примера индустријске шпијунаже у којој су детаљи о производњи кинеског порцелана преношени у Европу, кинески извоз порцелана убрзо се знатно смањио, посебно до краја владавине цара Ћианлунга.

Иако је полихромна декорација у глазираним емајлима сада била усавршена, у палетама „famille rose“ и другим палетама, у Ђингдеџену се и даље производила висококвалитетна плава и бела роба за двор и елитна домаћа тржишта.
- Плаво-бели извозни тањир, Ђингдеџен, Ћинг, Ћианлунг (1736–1795)
- Плави и бели кинески извозни порцелан (18. век)
- Висококвалитетни тањир, владавина Јонгџенга (1722–1735)
- Тиквица са плавом и црвеном подглазуром, тешка техника, владавина Ћианлунга, 1736–1795.

## Ван Кине

### Исламска грнчарија
Кинеска плава и бела керамика постала је изузетно популарна на Блиском истоку од 14. века, где су коегзистирали и кинески и исламски типови.
Од 13. века, кинески сликовни дизајни, попут летећих ждралова, змајева и цветова лотоса, почели су да се појављују и у керамичким производњама Блиског истока, посебно у Сирији и Египту.
Кинески порцелан из 14. или 15. века је доспео на Блиски и Средњи исток, а посебно у Османско царство, било путем поклона или ратног плена. Кинески дизајн је био изузетно утицајан на произвођаче грнчарије у Изнику, у Турској. Дизајн „грожђа“ из доба Минга је био посебно популаран и широко је репродукован под Османским царством.

### Јапан
Јапанци су били рани поштоваоци кинеске плаве и беле робе и, упркос тешкоћама у добијању кобалта (из Ирана преко Кине), убрзо су производили сопствену плаво-белу робу, обично од јапанског порцелана, који је почео да се производи око 1600. године. Као група, они се зову sometsuke (染付). Већи део ове производње обухваћен је нејасним регионалним термином Арита керамика, али неке пећи, попут висококвалитетне Хирадо керамике, специјализовале су се за плаву и белу боју и производиле су мало тога другог. Велики удео робе из периода од око 1660. до 1740. године био је јапански извозни порцелан, углавном за Европу.

Најексклузивнија пећ, која је производила посуђе из Набешиме за политичке поклоне, а не за трговину, производила је много порцелана само са плавом бојом, али је такође интензивно користила плаву боју у својим полихромним производима, где је декорација страница посуђа обично само у плавој боји. Хасами и Тобе посуђе су популарнији производи који се углавном користе у плавој и белој боји.
- Велика посуда од Арита керамике, око 1680. године, имитира кинеско извозно Краак посуђе
- Јапанска плаво-бела порцеланска кригла под глазуром од Арита керамике са холандским сребрним поклопцем из 1690. године
- Набешима посуда, Кјохо ера, 1716–1736.
- Јапанско посуђе Хирадо, бокал за воду (за церемонију чаја) са бамбусом, прва половина 18. века

### Кореја
Корејци су почели да производе плаво-бели порцелан почетком 15. века, са декорацијом под утицајем кинеских стилова. Касније је направљено и нешто плаво-белог каменог посуђа. Историјска продукција стога у потпуности спада у време династије Чосон, 1392–1897. Код ваза, типични облик широких рамена префериран у Кореји омогућавао је експанзивно сликарство. Змај и цветне гране били су међу популарним темама.
- Ваза из средине 15. века, Национално благо бр. 219
- Ваза са поклопцем, са цветном шљивом, Национално благо
- Ваза са змајем из 18. века
- Порцеланска посуда са дизајном облака и ждрала
- Флаша за вино, 17. век

### Европа

#### Рани утицаји
Кинеско плаво-бело посуђе је копирано у Европи од 16. века, техником плаво-беле фајансе названом alla porcelana. Убрзо након тога, направљени су први експерименти за репродукцију материјала кинеског плаво-белог порцелана са Медичи порцеланом. Чини се да ови рани радови мешају утицаје исламске, као и кинеске плаво-беле робе.
- Плава рељефна ваза, Фиренца, друга половина XV века
- Плаво-бели фајансни албарело са псеудокуфијским дизајном, Тоскана, друга половина 15. века
- Васе alla porcelana, Кафађоло, Италија, 1520.

#### Директне кинеске имитације
Почетком 17. века кинески плаво-бели порцелан је извожен директно у Европу. У 17. и 18. веку, оријентални плаво-бели порцелан био је веома цењен у Европи и Америци, а понекад је био украшен финим сребрним и златним оквирима, а сакупљали су га краљеви и принчеви.
Европска производња порцелана почела је у Мајсену у Немачкој 1707. године. Детаљне тајне кинеске технике израде тврдог порцелана пренете су у Европу захваљујући напорима језуитског оца Франсоа Ксавијеа д'Антрекола између 1712. и 1722. године.
Рани производи су били под снажним утицајем кинеског и других оријенталних порцелана, а рани узорак био је blue onion, који се и данас производи у фабрици у Мајсену. Прва фаза француског порцелана је такође била под снажним утицајем кинеских дизајна.
Рани енглески порцелански производи су такође били под утицајем кинеске робе и када је, на пример, производња порцелана почела у Вустеру, скоро четрдесет година након Мајсена, оријентални плаво-бели производи су пружили инспирацију за велики део декорације која се користила. Ручно осликана и штампана роба израђивана је у Вустеру и другим раним енглеским фабрикама у стилу познатом као кинезирија. Челси порцелан и Боу порцелан у Лондону и Лоустофт порцелан у Источној Англији су посебно интензивно користили плаву и белу боју. До 1770-их, Веџвудово јаспис посуђе, које је и даље користило кобалт оксид, пронашло је нови приступ плавој и белој керамици и остало је популарно и данас.

Многе друге европске фабрике су следиле овај тренд. У Делфту, у Холандији, плаво-бела керамика, чији су дизајни преузети из кинеског извозног порцелана направљеног за холандско тржиште, израђивана је у великим количинама током 17. века. Плаво-бела делфтска роба је у великој мери копирана у другим европским земљама, укључујући Енглеску, где је позната као енглеска делфт роба.
- Порцелан из доба Кангсија са француским сребрним оквиром, 1717–1722.
- Холандски делфтски керамички материјал са кинеским сценама, 18. век, Музеј Ернест Коњак.
- Плаво-бели фајанс са кинеским призором, фајанс из Невера, Француска, 1680–1700.

#### Шаблони
Тањир украшен техником трансфер штампе, чувеним узорком врбе направила је компанија Ројал Стафорд; фабрика у енглеском округу Стафордшир. Тешко је прецизно датирати тај комад; могуће је да је прилично скорашњег датума, али сличне производе су производиле енглеске фабрике у огромним количинама током дугих периода и производе се и данас. Узорак врбе, за који се каже да прича тужну причу о пару заљубљених, био је у потпуности европски дизајн, али на који су стилски снажно утицале дизајнерске карактеристике позајмљене од кинеског извозног порцелана из 18. века. Узорак врбе су, заузврат, копирали кинески грнчари, али са декорацијом која је била ручно осликана, а не штампана техником трансфер штампе.
- Плаво-бели тањир са узорком стафордширске врбе
- Плаво-бели фајанс са кинеским призором, фајанс из Невера, Француска, 1680–1700.

### Вијетнам
Сматра се да је миграција кинеских грнчара у суседни Вијетнам током династије Јуан почетак вијетнамске производње плаво-беле робе. Међутим, кинеска окупација Вијетнама у 15. веку (1407–1427) сматра се главним периодом кинеског утицаја на вијетнамску керамику. Током овог периода, вијетнамски грнчари су лако усвојили кобалтну глазуру, која је већ стекла популарност на извозним тржиштима муслиманског света. Вијетнамска плаво-бела роба понекад је садржала две врсте кобалтног пигмента: блискоисточни кобалт је давао живописну плаву боју, али је био скупљи од тамнијег кобалта из Јунана, у Кини.

Село Чу Дау у провинцији Хај Зионг било је главни произвођач керамике. Од 1436. до 1465. године, кинеска династија Минг је нагло прекинула трговину са спољним светом, стварајући комерцијални вакуум који је омогућио вијетнамској плаво-белој керамици да понекад монополише тржишта, посебно у поморској Југоисточној Азији. Ову промену је појачала домаћа несташица кобалта, главног пигмента који се користи у плавом и белом порцелану, што је ограничило вредност производње у Кини током овог периода. Вијетнамска роба из овог доба пронађена је широм Азије, од Јапана, преко југоисточне Азије (Тајланд, Индонезија, Филипини), до Блиског истока и источне Африке (Танзанија).
- Вијетнамска плаво-бела шоља са дршком, период династије Чан, 14. век, Музеј уметности Кливленда
- Плаво-бела чинија са текстуром змаја, током година Хонг Дока (1469–1497) касне династије Ле, музеј уметности Метрополитен.
- Тањир са плаво-белим шарама, период династије Мац, 16. век
- Бокал у облику вијетнамског феникса, локалне народне животиње, 15. век, музеј уметности Метрополитен
- Посуда са декорацијом од пауна и грожђа, каснији период династије Ле, 15. век. Музеј ликовних уметности, Бостон